# Boris Pawlowitsch Karamyschew
Boris Pawlowitsch Karamyschew (russisch Борис Павлович Карамышев; * 15. Mai 1915 in Petrograd; † 29. September 2003 in Moskau) war ein russischer Komponist und Dirigent.

## Leben
Karamyschew absolvierte 1939 die Leningrader Musikschule in den Fächern Komposition und Dirigieren. 1934 bis 1939 war er Leiter des Leningrader Jugend-Pop-Orchesters. Von 1939 bis 1941 dirigierte er das Orchester der Roten Armee, anschließend verschiedene Blaskapellen.
Nach dem Zweiten Weltkrieg zog er nach Moskau und wurde weithin bekannt durch Musik für zahlreiche sowjetische Filme sowie einige populäre Lieder.
In den Jahren 1956 bis 1964 fungierte er als Dirigent des Instrumentalensembles „Majak“ (russ. Маяк, dt. Leuchtturm), das zum beliebten Moskauer Hörfunksender Radio Majak gehörte. 1965 gründete er das Orchester „Goluboi Ekran“ (russ. „Голубой экран“, engl. „Blue Screen“), das vom All-Unions-Radio finanziert wurde und daneben häufig im sowjetischen Fernsehen auftrat. Die Besetzung bestand aus einer Big Band zuzüglich eines Streichorchesters. Zu den Mitgliedern des Orchesters, das insbesondere sinfonischen Jazz interpretierte, gehörte ab Frühjahr 1972 der Komponist Nikolai Kapustin, der für das Ensemble als Pianist und Arrangeur arbeitete.
Im Frühjahr 1977 wurde das Orchester aus unbekannten Gründen aufgelöst. Karamyschew war danach überwiegend freiberuflich tätig.